# Cour constitutionnelle (Bénin)
Pour les articles homonymes, voir Cour constitutionnelle.
Ne doit pas être confondu avec Cour suprême (Bénin).
La Cour constitutionnelle est la plus haute juridiction du Bénin en matière de constitutionnalité. Composée de sept membres, c'est l'organe régulateur du fonctionnement des institutions et de l'activité des pouvoirs publics. Elle est créée en 1993. Son siège est à Cotonou.

## Histoire
À la suite des changements et de la démocratisation du Bénin en 1990, une conférence nationale, la Conférence des forces vives de la nation béninoise, met en place une nouvelle Constitution organisant un régime de séparation et de limitation des pouvoirs à travers l’instauration d’institutions qui interagissent les unes sur les autres de manière à assurer et garantir la protection des droits fondamentaux de la personne ainsi que des libertés publiques.
La Cour constitutionnelle est le fruit de cette volonté d'éviter tout régime politique fondé sur l’arbitraire, la dictature, l’injustice et exprimé sa détermination de créer un État de droit et de démocratie pluraliste dans lequel les droits humains, les libertés publiques, la dignité de la personne et la justice sont garantis, protégés et promus. Installée le 7 juin 1993, la haute juridiction se révèle comme une véritable gardienne de la Constitution et du respect des lois de la République.
Juge de la constitutionnalité des lois, garante des droits fondamentaux et des libertés publiques et organe régulateur du fonctionnement des institutions et de l’activité des pouvoirs publics, elle œuvre aussi à l’enracinement de la démocratie à travers ses missions de contrôle de la régularité du référendum ou de l’élection du président de la République et de juge du contentieux de l’élection des membres de l’Assemblée nationale.

## Composition
La Cour est composée de sept membres dont quatre sont nommés par le bureau de l'Assemblée nationale et trois par le président de la République pour un mandat de cinq ans renouvelable une seule fois. La Cour constitutionnelle comprend :
1. Trois magistrats ayant une expérience de quinze années au moins dont deux sont nommés par le bureau de l'Assemblée nationale et un par le président de la République ;
2. Deux juristes de haut niveau, professeurs ou praticiens du droit, ayant une expérience de quinze années au moins dont un est nommé par le bureau de l'Assemblée nationale et un par le président de la République ;
3. Deux personnalités de grande réputation professionnelle nommées l'une par le bureau de l'Assemblée nationale et l'autre par le président de la République.

Le président de la Cour constitutionnelle est élu par ses pairs parmi les magistrats et juristes membres de la Cour.
Les fonctions de membres de la Cour constitutionnelle sont incompatibles avec la qualité de ministre de la République, l'exercice de tout mandat électif, de tout emploi public, civil ou militaire, et de toute autre activité professionnelle.
| N° | Membres                                 | Titre          | Qualité                                      | Institution de désignation |
| -- | --------------------------------------- | -------------- | -------------------------------------------- | -------------------------- |
| 1  | Joseph Djogbenou                        | Président      | Juriste de haut niveau ou praticien de droit | Assemblée nationale        |
| 2  | Razacki Amouda Issifou                  | Vice-président | Juriste de haut niveau ou praticien de droit | Assemblée nationale        |
| 3  | Cécile Marie José de Dravo Zinzindohoué | Conseillère    | Magistrat                                    | Président de la République |
| 4  | Moustapha Fassassi                      | Conseiller     | Magistrat                                    | Assemblée nationale        |
| 5  | Sylvain Messan Nouwatin                 | Conseiller     | Magistrat                                    | Président de la République |
| 6  | André Katary                            | Conseiller     | Personnalité                                 | Assemblée nationale        |
| 7  | Rigobert Adoumènou Azon                 | Conseiller     | Personnalité                                 | Président de la République |

Les quatre personnes désignées par le bureau de l’Assemblée nationale après avis consultatif de la conférence des présidents sont Me Joseph Djogbenou, Rigobert Azon, Amouda Razacky et Fassassi Moustapha et les trois désignées par le président de la République Patrice Talon sont Me Cécile Marie-Josée de Dravo Zinzindohoué, Sylvain Nouatin et André Katari.
La prestation de serment des membres de la Cour a eu lieu le 6 juin 2018 dans les locaux de Sèmè City (ex-Primature) devant le Bureau de l'Assemblée nationale, le président de la République, des membres du gouvernement, des membres des institutions, des délégations étrangères et des familles des nouveaux membres.
La Cour était précédemment composée du professeur Théodore Holo et de six autres membres. Marcelline Gbêha-Afouda en était la vice-présidente.

## Liste des présidents de la Cour constitutionnelle
Depuis sa création en 1993, la Cour a connu cinq présidents dont deux femmes : Élisabeth Pognon de 1993 à 1998 puis pour deux mandats Conceptia Ouinsou de 1998 à 2008,.
| Années      | Présidents        |
| ----------- | ----------------- |
| Depuis 2023 | Dorothé Sossa     |
| 2018 à 2022 | Joseph Djogbenou  |
| 2013 à 2018 | Théodore Holo     |
| 2008 à 2013 | Robert Dossou     |
| 2003 à 2008 | Conceptia Ouinsou |
| 1998 à 2003 | Conceptia Ouinsou |
| 1993 à 1998 | Élisabeth Pognon  |

## Procédure de saisine

### En cas de contrôle de constitutionnalité
- La saisine est ouverte à tout citoyen pour les lois, les textes réglementaires, les actes administratifs et la violation des droits fondamentaux de la personne humaine et des libertés publiques.
- Avant la promulgation des lois ou la mise en application des règlements des assemblées, le président de la République, tout membre de l'Assemblée nationale, les présidents des institutions peuvent selon le cas saisir la Cour. 
  - Pour l'autorisation de ratification des engagements internationaux, le président de la République ou président de l'Assemblée nationale peut saisir la Cour.
  - En cas de violation des droits de la personne humaine et des libertés publiques : La Cour s'autosaisit et se prononce d'office.
  - En matière électorale
- Avant le scrutin : Tout citoyen en général, peut saisir la Cour sauf si la loi électorale apporte une limitation.
- Après le scrutin : Les réclamations ne sont pas admises avant la date de la proclamation des résultats, sous peine de voir la requête déclarée irrecevable parce que prématurée.

Toute réclamation relative aux opérations de vote le jour du scrutin, pour être prise en considération doit être rédigée par le ou les électeur(s) pour être annexée au procès-verbal de déroulement du scrutin établi à l'issue du vote et à transmettre à la Cour.
- Après la proclamation des résultats :

La nature de l'élection détermine la qualité du requérant.
Pour les élections législatives, la saisine est ouverte aux personnes inscrites sur les listes électorales et aux candidats de la circonscription où a eu lieu l'élection constatée dans les dix (10) jours qui suivent la proclamation des résultats par la Cour constitutionnelle (article 55 de la loi organique no 91-009) sauf cas particuliers.
Toute requête introduite après les dix jours suivant la proclamation sera déclarée irrecevable parce que tardive, sauf cas particuliers.
Pour l'élection présidentielle, au premier tour du scrutin, la saisine est ouverte à tout candidat.
Au deuxième tour du scrutin, seuls les deux candidats peuvent saisir la haute juridiction.
- Pour les avis : Seuls le président de la République ou le président de l'Assemblée nationale peuvent saisir la Cour dans les cas déterminés par la Constitution. En conséquence, aucun citoyen ne peut saisir la Cour d'une demande d'avis.

## Décisions

### Controverse sur le droit de grève
Depuis la création de la Cour, les décisions rendues sur le retrait du droit de grève aux travailleurs béninois ont été très controversées. Ceci est dû à l’appréciation de l'article 31 de la Constitution qui dispose que : « – L’État reconnaît et garantit le droit de grève. Tout travailleur peut défendre, dans les conditions prévues par la loi, ses droits et ses intérêts soit individuellement, soit collectivement ou par l’action syndicale. Le droit de grève s’exerce dans les conditions définies par la loi.» Selon la décision DCC 06-034 du 4 avril 2006 rendue sous l’ère de la présidente Conceptia Ouinsou, toute loi qui interdit le droit de grève est contraire à la constitution. La Cour du président Théodore Holo a abondé dans le même sens par sa décision de janvier 2018. Par contre, les Cours présidées par Robert Dossou et Joseph Djogbenou ont plutôt rendu une décision en faveur de la suppression du droit de grève à certaines catégories de travailleurs.

### Affaire Dangnivo
La Cour a été saisie par les accusés dans l'affaire Dangnivo, à la suite d'une longue détention provisoire. La Cour constitutionnelle statue le 23 janvier 2020 que la longueur de la détention sans que le tribunal ait déterminé la culpabilité des prévenus constitue une violation du droit d'être jugé dans un délai raisonnable,.